# Трутовики
Трутовики́, или тру́товые грибы — несистематическая группа грибов отдела базидиомицеты. Трутовиками называют грибы, развивающиеся обычно на древесине, реже на почве, с трубчатым гименофором, с плодовыми телами распростёртыми, сидячими или шляпконожечными, с консистенцией мякоти от мясистой до жёсткой (кожистой, пробковой, деревянистой). Шляпконожечные трутовики отличаются от болетовых жёсткой мякотью, часто имеют многолетние плодовые тела. Изначально группа рассматривалась как систематическая (семейство Polyporaceae), но ещё в конце XIX века такая трактовка была признана искусственной, хотя и сохранялась вплоть до 1950-х годов. Понятие «трутовики» в настоящее время считают не таксономическим, а относящимся к морфологии грибов.

## Некоторые виды

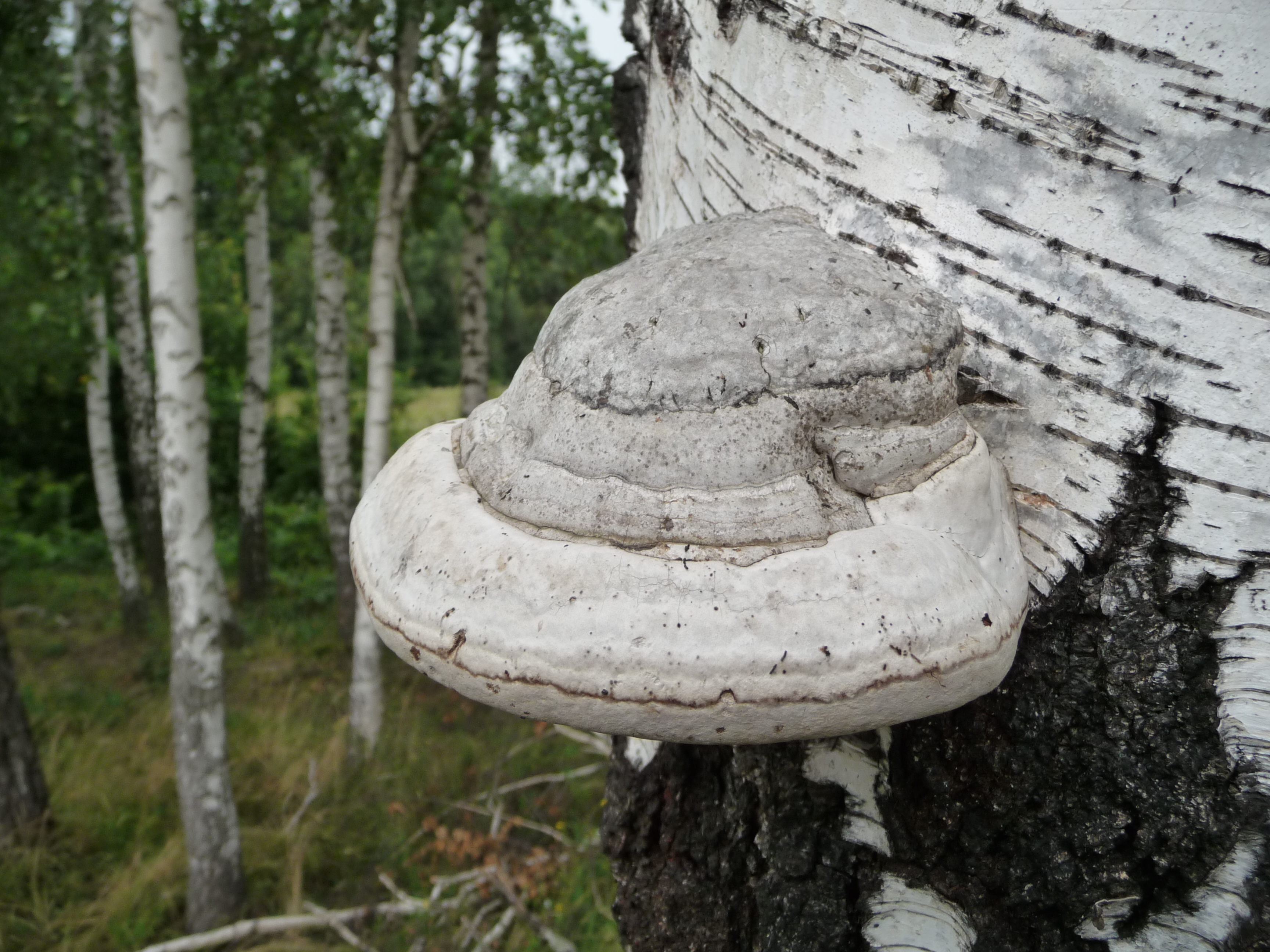
Трутовик настоящий
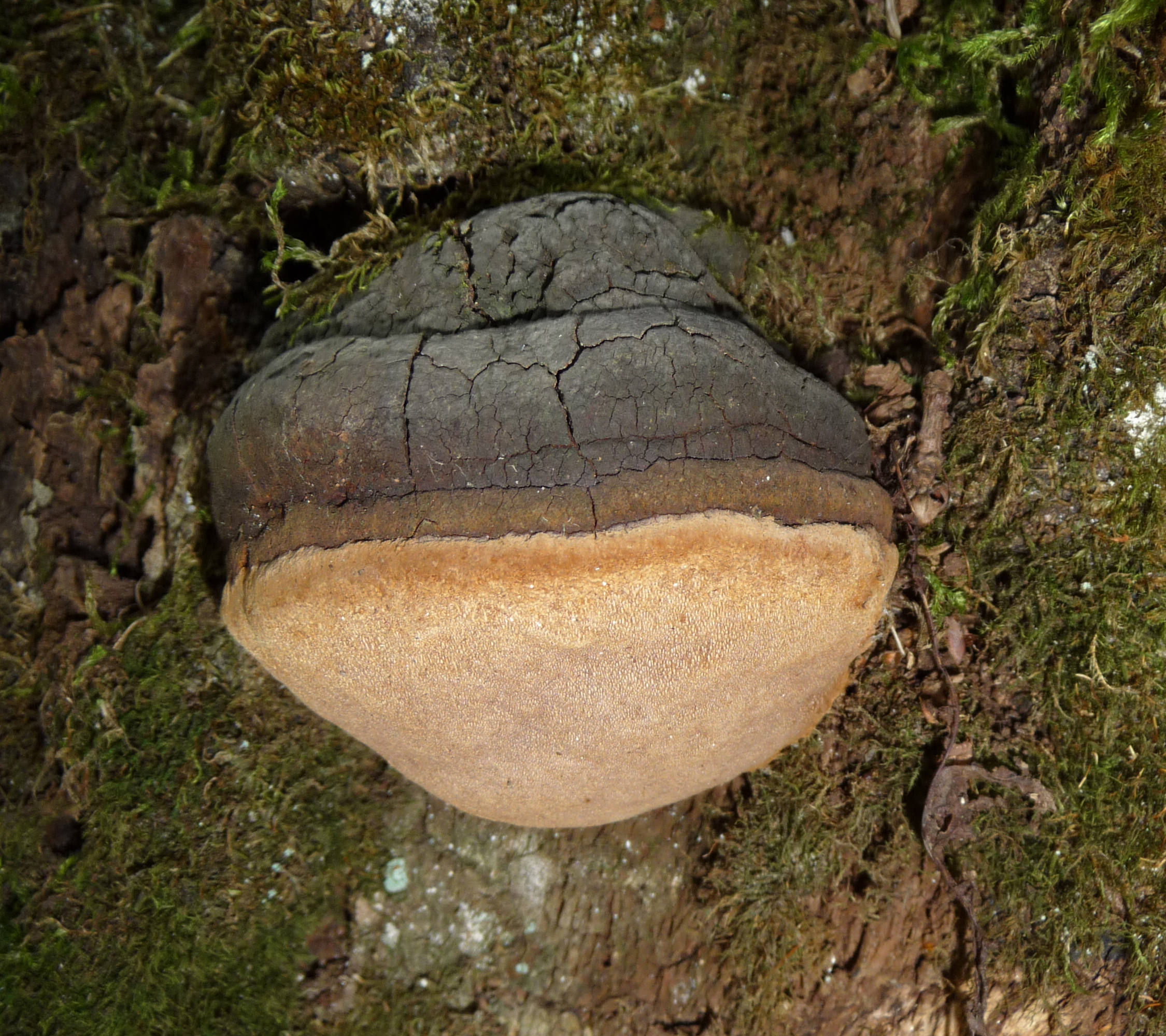
Трутовик ложный
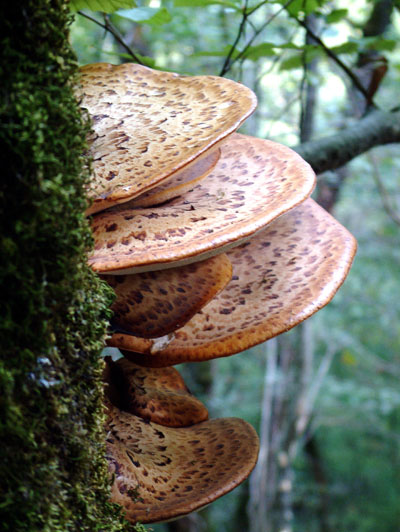
Трутовик чешуйчатый
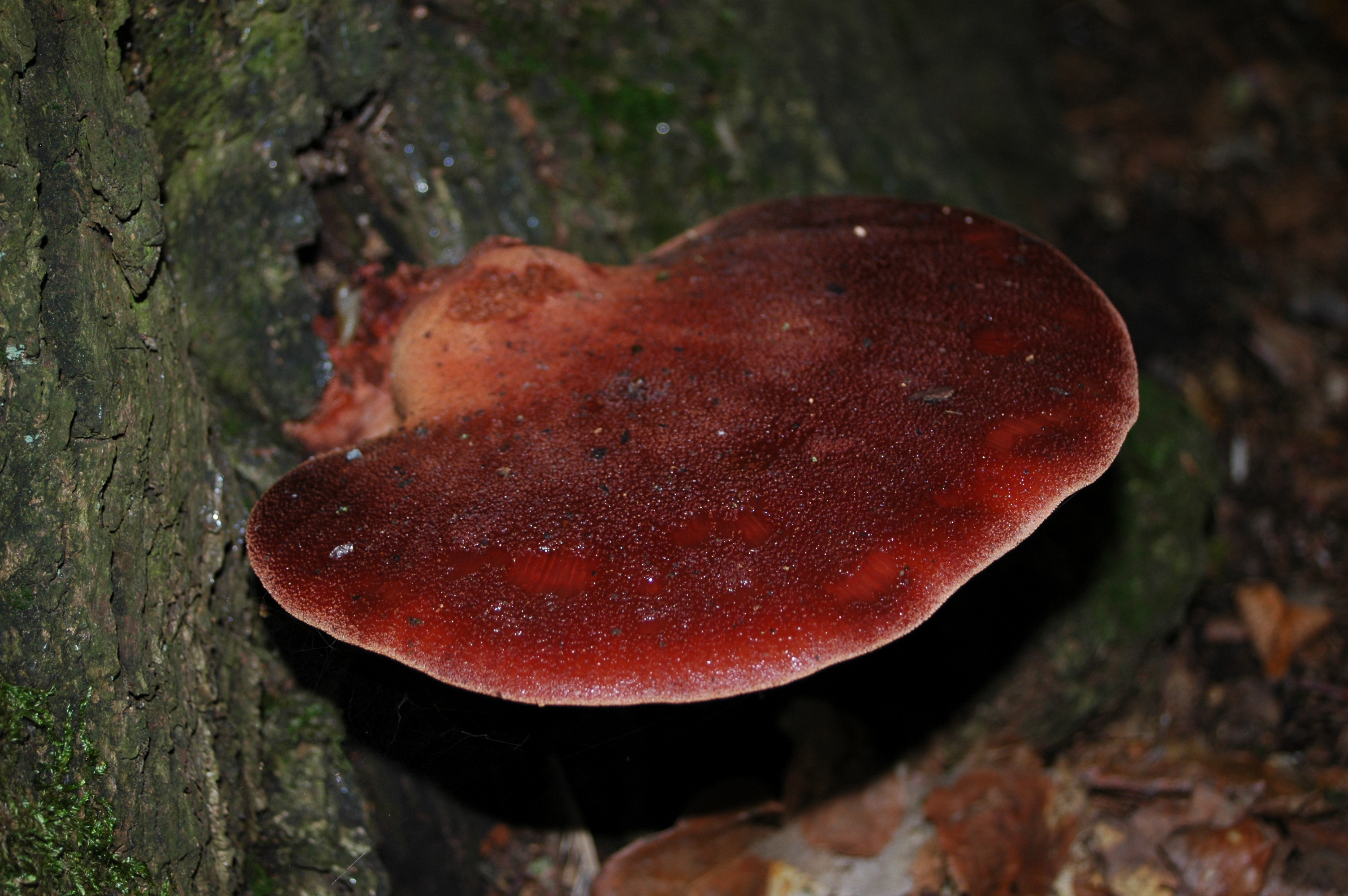
Печёночница обыкновенная
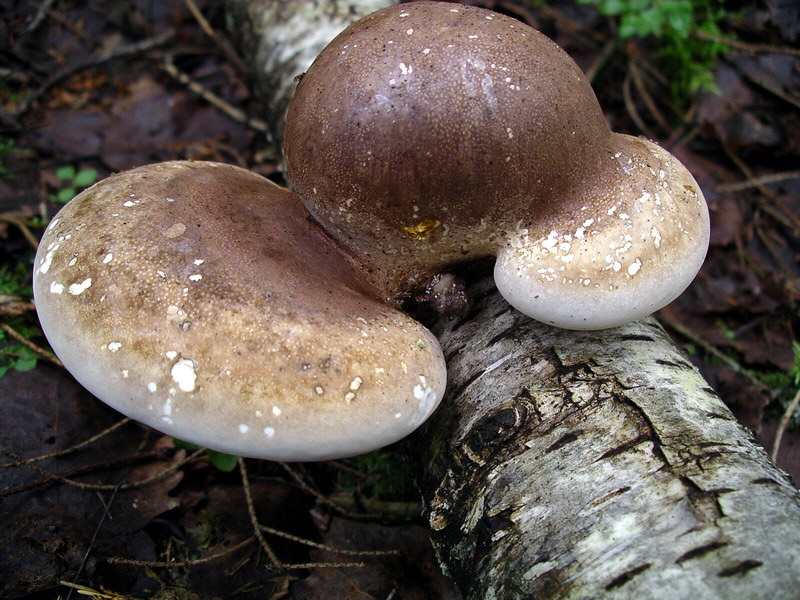
Трутовик берёзовый
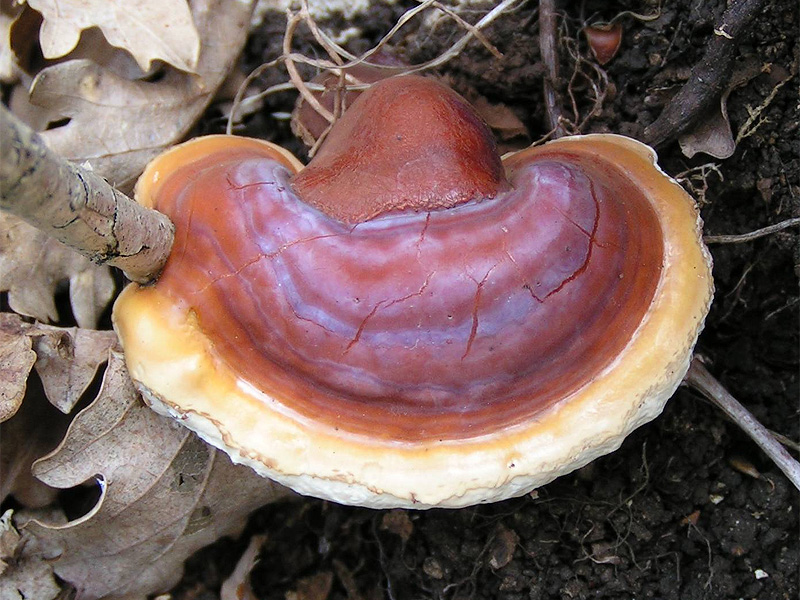
Трутовик лакированный
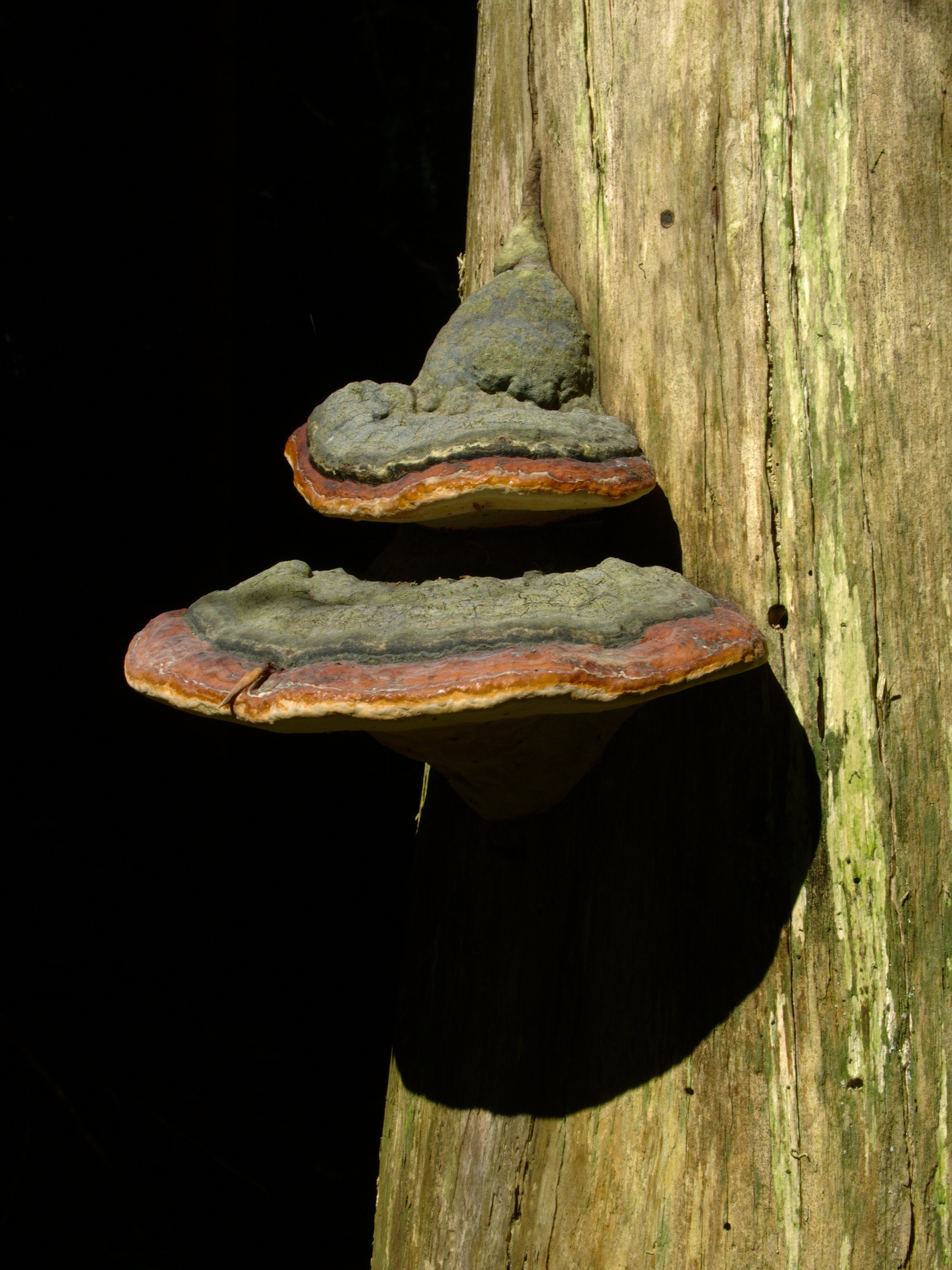
Трутовик окаймлённый
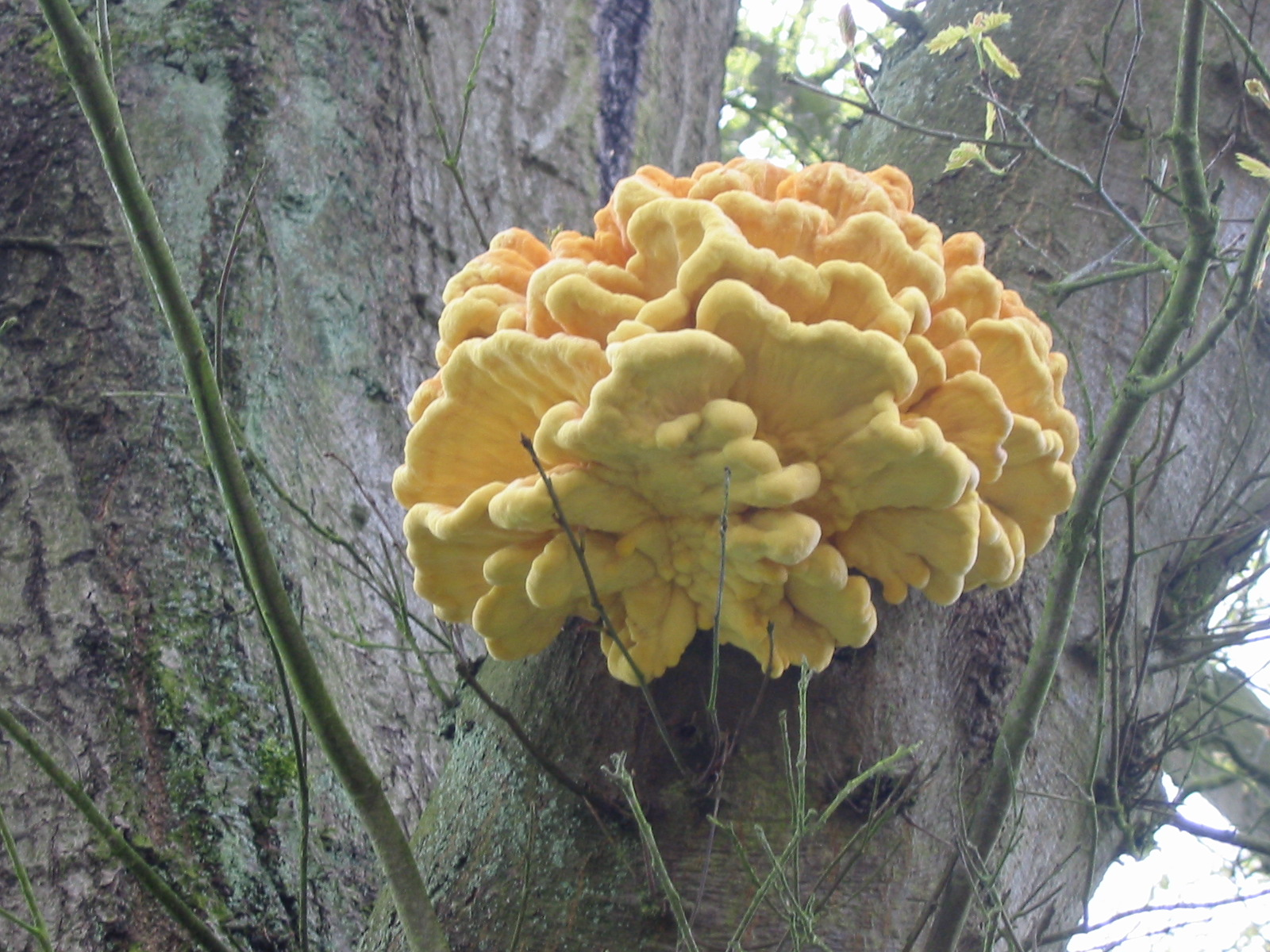
Трутовик серно-жёлтый
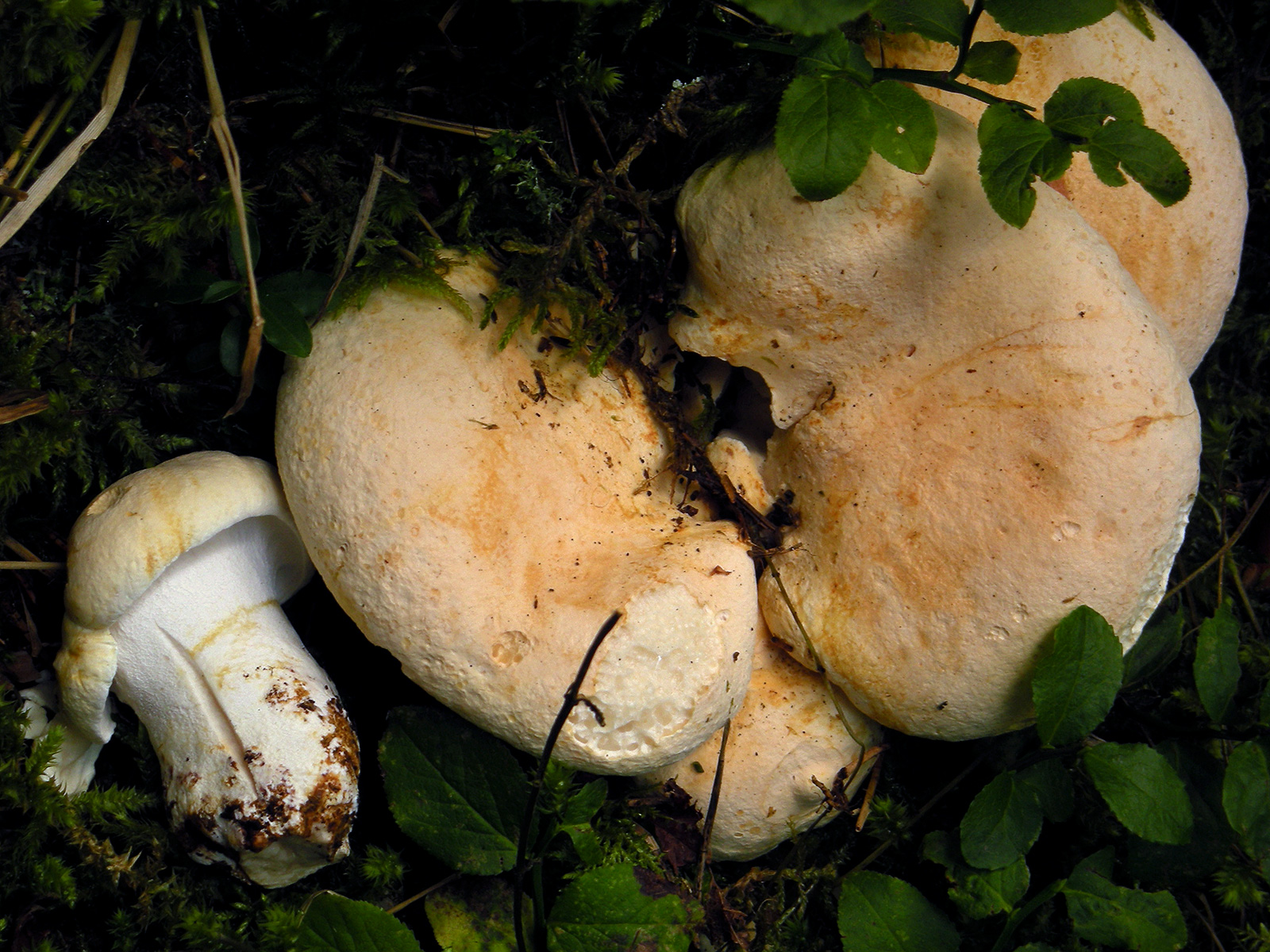
Трутовик сливающийся
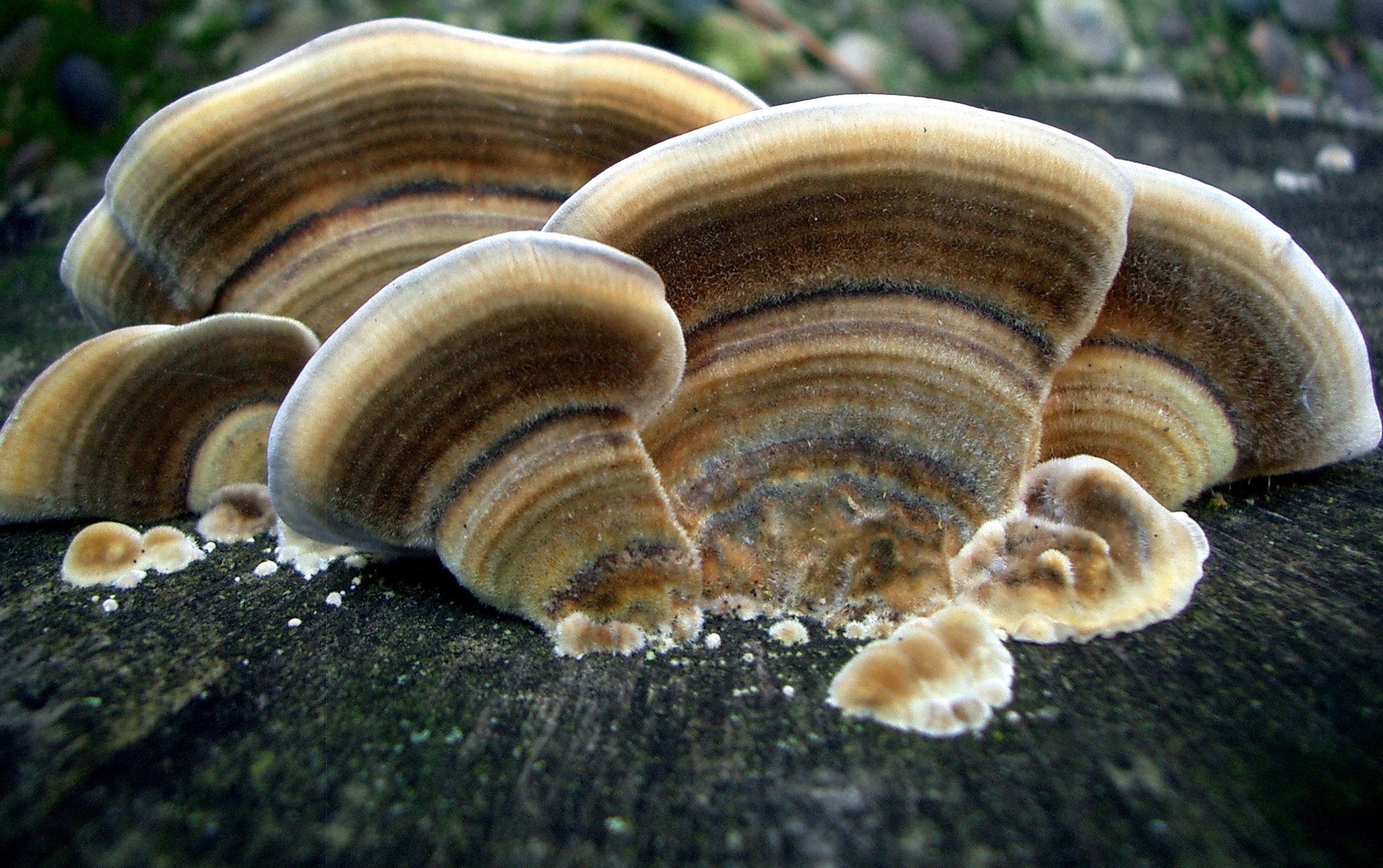
Трутовик разноцветный
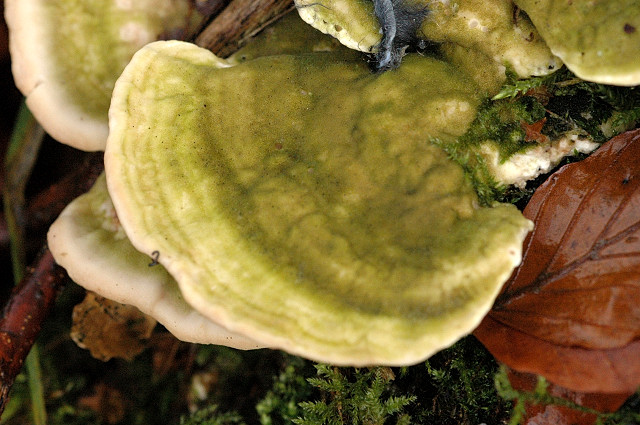
Трутовик горбатый
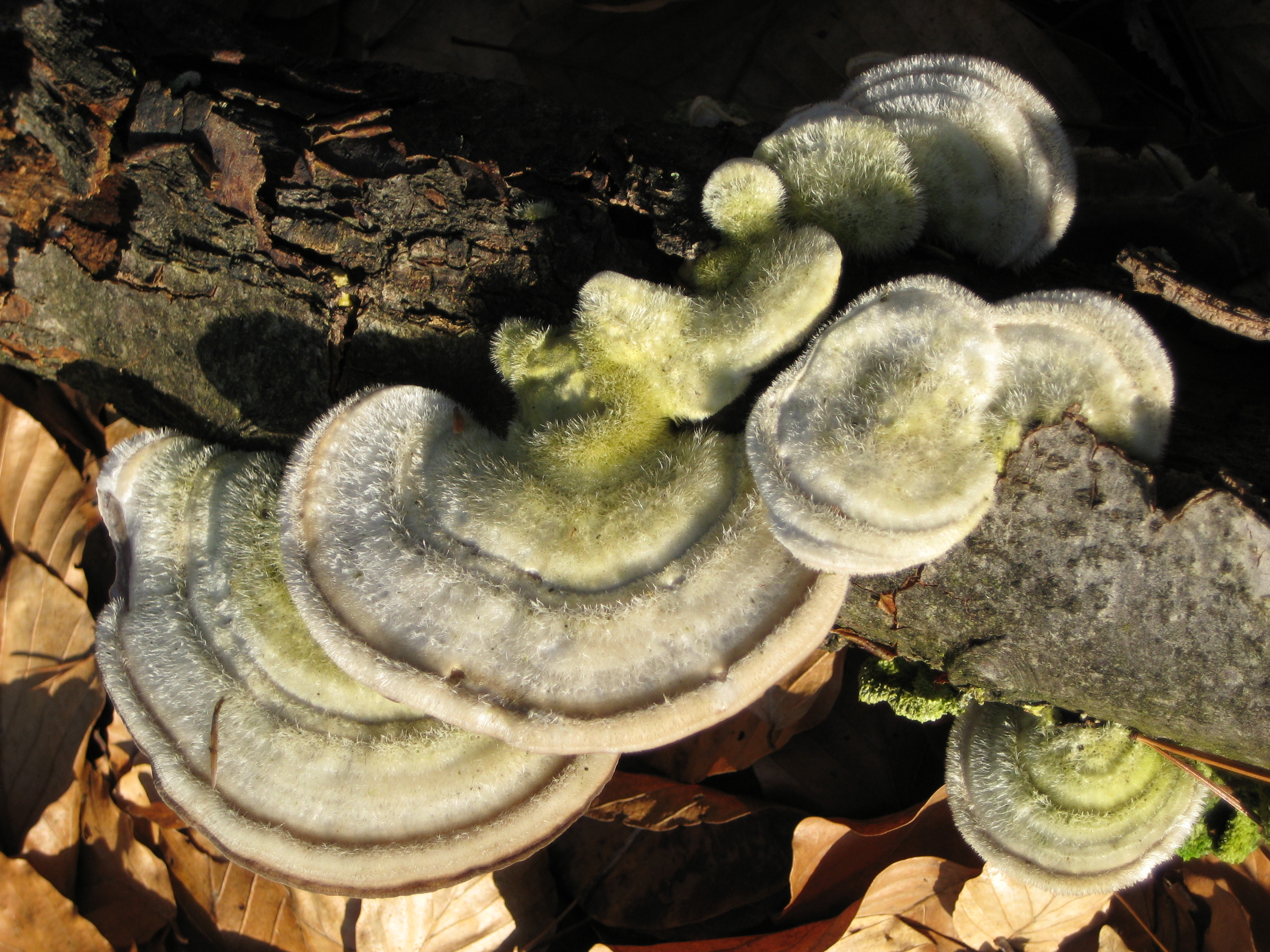
Трутовик жёстковолосистый
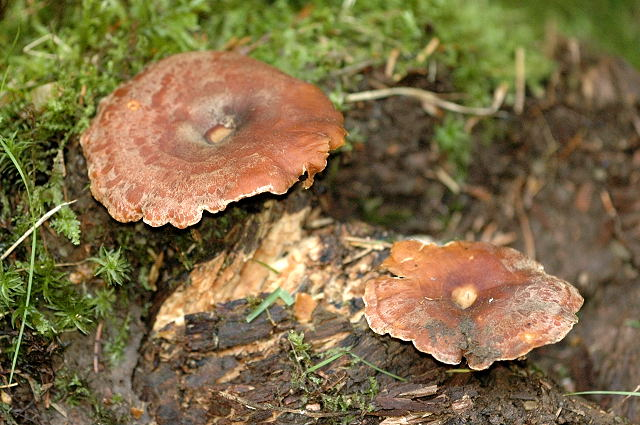
Трутовик каштановый
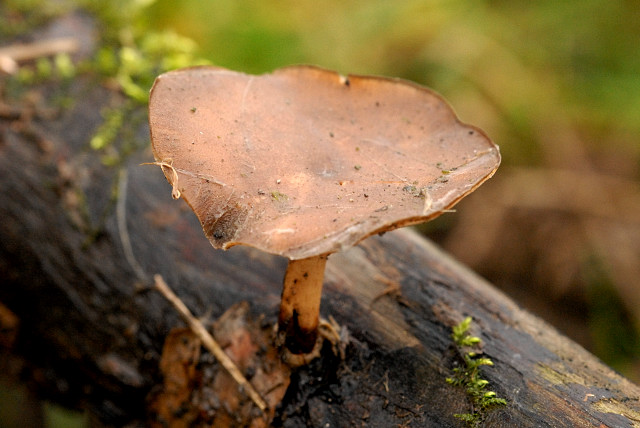
Трутовик зимний
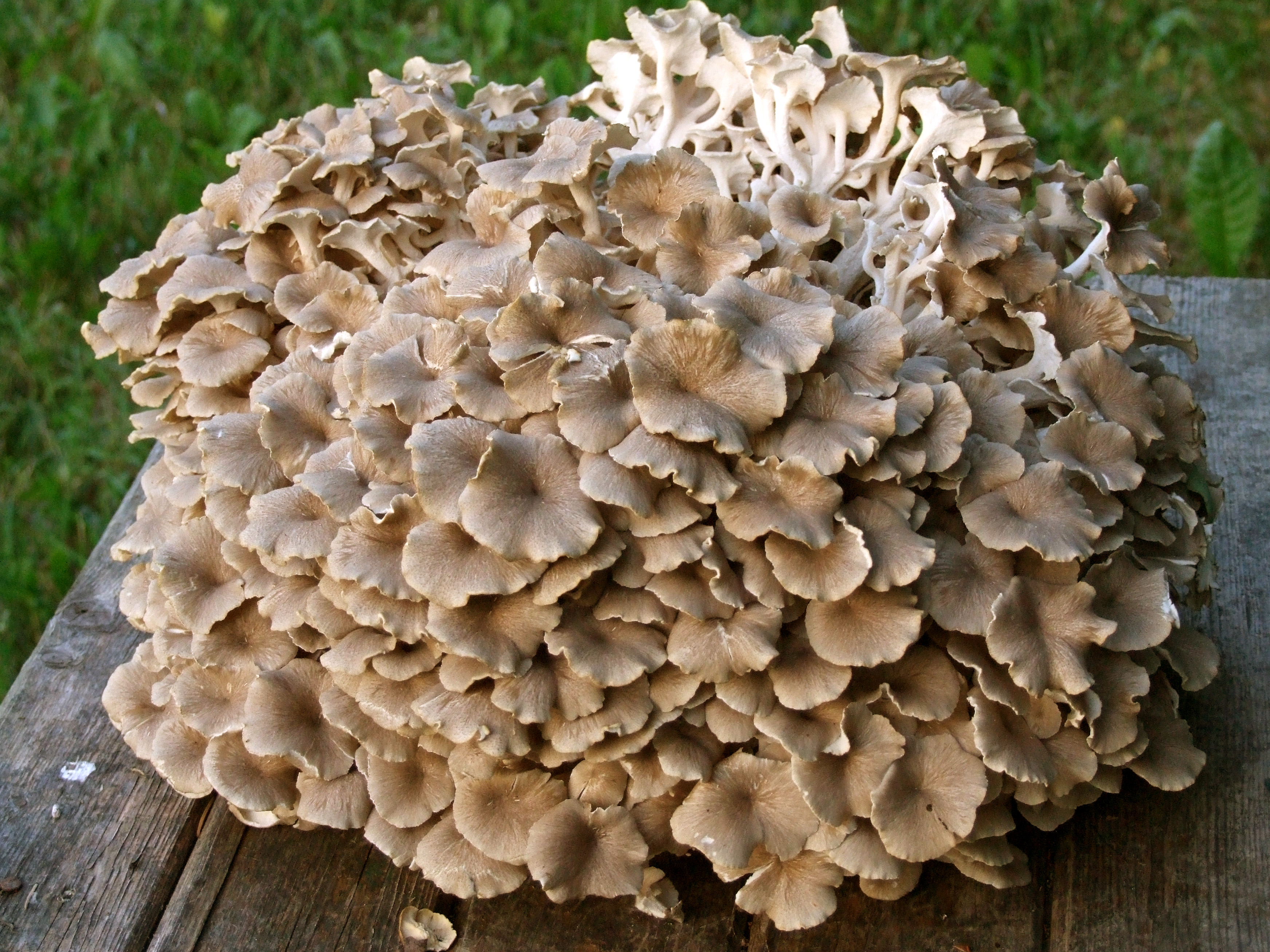
Трутовик зонтичный
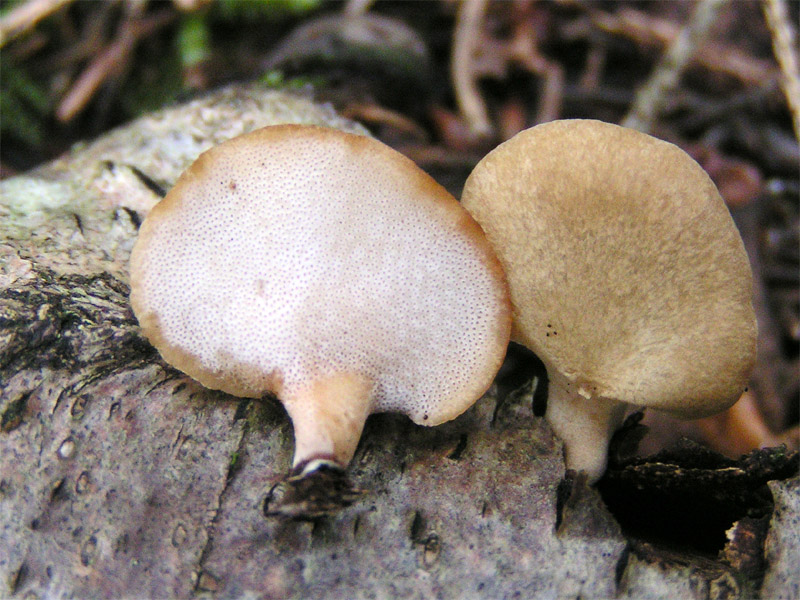
Трутовик изменчивый
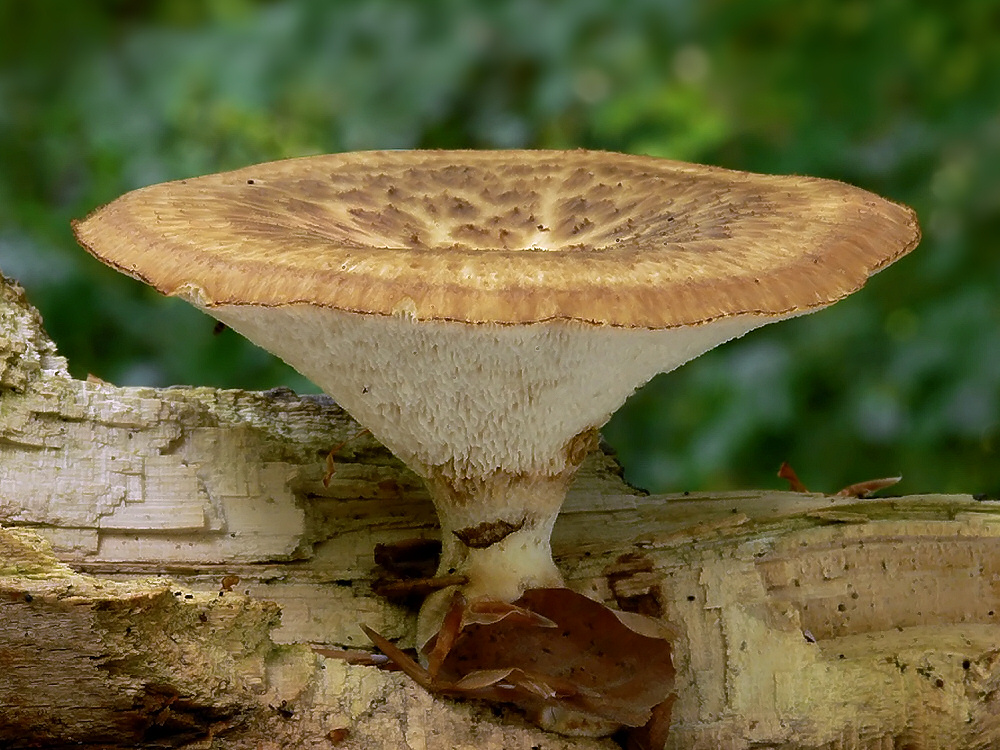
Трутовик клубненосный
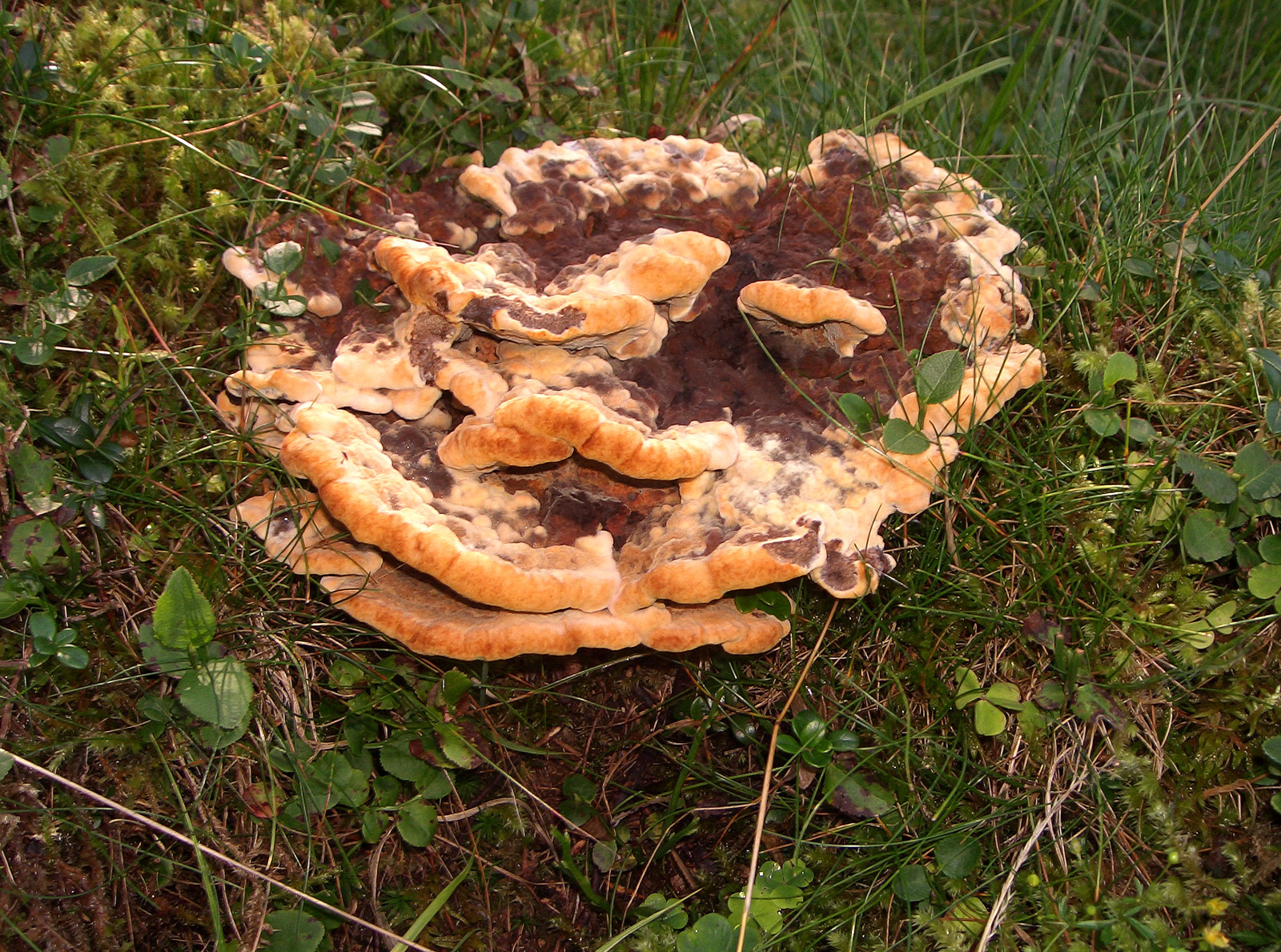
Трутовик Швейнитца
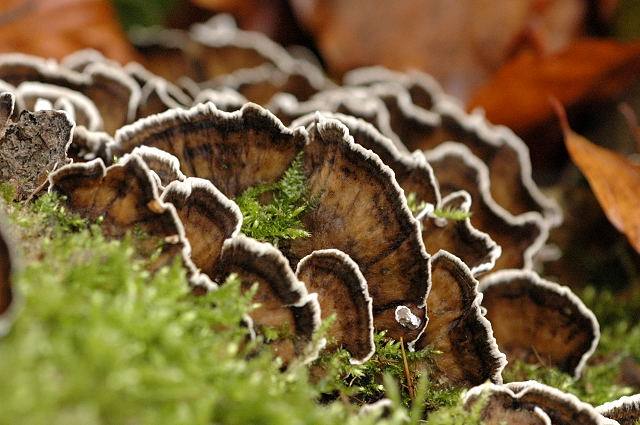
Трутовик опалённый
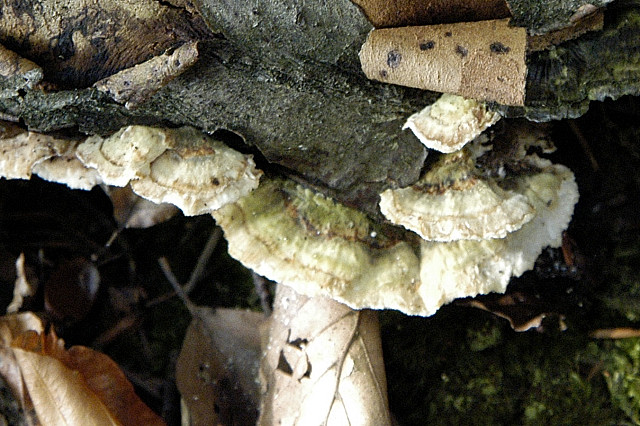
Трутовик дымчатый

## Морфология
Трутовые грибы значительно различаются по своей морфологии. Своей морфологией они обязаны месторасположению на разрушаемом объекте. Большинство трутовиков имеют трубчатый гименофор (трутовик настоящий, трутовик ложный, трутовик окаймлённый, трутовик лакированный и т. д.), хотя известны трутовые грибы с другими видами гименофора. Базидиомицеты могут иметь различную внешнюю форму (от сплющенных до копытообразных), различаются по характеру прикрепления к субстрату, по размерам плодового тела (некоторые из них могут достигать массы в несколько килограмм и иметь диаметр до 1,5 метров).

## Систематика
Polyporaceae sensu lato:

## Съедобность
К съедобным и условно-съедобным относятся следующие виды:
- Трутовик серно-жёлтый
- Трутовик чешуйчатый
- Печеночница обыкновенная
- Трутовик зонтичный[1]
- Трутовик берёзовый
- Альбатреллус сливающийся